# The Gourishankar
The Gourishankar (рус. Гуришанкар) — российская группа, играющая прогрессивный рок. Группа была образована в 2001 году двумя университетскими друзьями Александром «Nomy» Аграновичем и Дораном Ашером. По классификации портала progarchives.com The Gourishankar относятся к жанру «Eclectic prog».
Признание и известность группе принесла их последняя работа — альбом 2nd Hands, ставший самым продаваемым на крупнейшем канадском прог-лейбле Unicorn Digital в 2007 году.
Альбом также был номинирован на премию Prog-Awards 2007, как лучший иностранный релиз года вместе с Nemo и Porcupine Tree. Несколько месяцев держался в топе хит-парада на крупнейшем прог-ресурсе мира Progarchives в числе лучших прог-релизов 2007 года по мнению слушателей.
По результатам чарта 2007 года портала Dutch Progressive Rock Page группа заняла второе место, как лучший дебют 2007 года.
Влад пришел в Gourishankar в 2003 году из школьной ижевской группы Lee Riders, после того, как покинул Gourishankar в 2008 году основал известные ижевские группы Be Quiet And Dive и OSHEAN. Также выпускает сольные альбомы преимущественно в стиле ambient и post-rock.
В 2010 году к группе присоединился в качестве вокалиста английский певец Джейсон Оффен.

## Название
Существуют три основные версии о происхождении названия группы, имеющие восточные корни. Согласно первой версии Гуришанкар (санскр. गौरि सन्कर्, англ. Gauri Sankar) — это название вершины в Гималаях к Западу от вершины Эверест, 7140 м выс., в переводе с санскрита означающее «Богиня и её супруг».
По второй версии Гуришанкар (санскр. गो उरिस्हन्कर्,англ. Gourishankar) в переводе с санскрита означает «гора, такая же большая или подобная Эвересту».
По третьей версии группа была названа в честь техники динамической медитации «Гуришанкар» (англ. Gourishankar), которую разработал и пропагандировал индийский религиозный деятель Бхагван Шри Раджниш (Ошо). Сторонники данной версии указывают на заявления музыкантов о том, что их музыка на самом деле является попыткой совместить спонтанность Востока и рациональность Запада и представляет собой головокружительный танцевальный марафон, возносящий ввысь.
Такое описание достаточно близко соответствует медитативной технике Ошо, состоящей из 4 стадий, первая и вторая из которых готовят медитирующего к спонтанному танцу Латихан (англ. Latihan) на третьей стадии, а если дыхание выполняется правильно, двуокись углерода, образующаяся в крови, создает ощущения, схожие с ощущениями от пребывания на Эвересте (Гуришанкаре).

## Дискография

### Студийные альбомы
- Close Grip (2003) (LP, self-release)
- 2nd Hands (2007) (LP, Unicorn Digital, Канада)
- World Unreal (2016) LP

### ЕP, демо и переиздания
- Integral Symphony (2002) (демо EP, self-release)
- Close Grip (2008) (LP, переиздание альбома 2003 года, в России издавался MALS Rec., в остальных странах — Unicorn Digital)
- The Gourishankar ANTHOLOGY. 1st DECADE (2015) (2CD-BOX номерное дэлюкс издание, издательство ArtBeat Music, Россия)
- 2nd Hands (2015) (издание альбома на виниловой пластинке, издательство ArtBeat Music, Россия)
- Close Grip (2015) (клубное издание ArtBeat Music, Россия)
- 2nd Hands (2015) (клубное издание ArtBeat Music, Россия)

## Состав
Состав группы неоднократно менялся, а с марта 2010 года в связи со сменой вокалиста, группа получила статус международного музыкального проекта. Новым вокалистом стал англичанин, уроженец Галифакса Джейсон Оффен.
- Номи Агрансон — гитары, басы, бэк-вокалы, клавишные, программирование, звукорежиссура (с 2002)
- Джейсон Оффен — вокал (с 2010)
- Светослав Богданов — ударные (с 2010)

## Бывшие участники
- Vlad MJ Whinner — вокал (2003—2008)
- Доран Ашер — клавишные, программирование (2002—2011)
- Cat Heady — ударные (2006—2007)
- Павел Ген — бас-гитара (2001—2002)

## Гостевые участники группы
В записи двух студийных альбом принимали различные гостевые музыканты.
- Владимир Расторгуев — Альт, виолончель (2007)
- Дмитрий Уляшев — Саксофон, флейта (2007)
- Алла Изверская — Вокал (2007)
- Александр Ветхов — Ударные (2003)
- Наиль Максонов — Ударные (2003)
- Светослав Богданов — Ударные (2010 — наст.)